# Hidromel

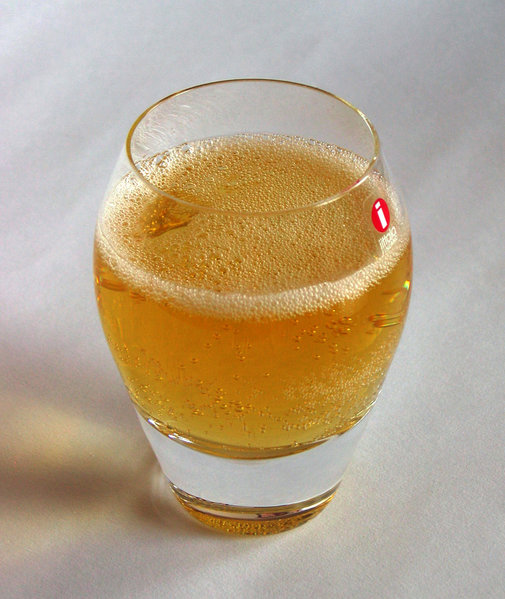
Un got d'aiguamel (vi de mel)

L'hidromel o aiguamel (vi de mel) és una beguda obtinguda per fermentació de la barreja d'aigua amb mel o de most amb mel, amb addició posterior de diferents fruites o diverses espècies, com ara nou moscada o canyella.
No s'ha de confondre amb el piment, una curta maceració d'herbes en vi blanc sec amb mel, molt popular a l'edat mitjana.
L'hidromel és la primera beguda alcohòlica que es coneix. Produïa als qui la bevien un estat d'èxtasi molt semblant al que provoquen les begudes alcohòliques de l'actualitat quan se n'abusa. Per aquest motiu era considerada un nèctar diví.
De l'hidromel, en Francesc Eiximenis en diu medó, però d'acord amb Germà Colon es tracta d'un ús puntual particular en textos d'Eiximenis.

## Matèries primeres
Els principals ingredients per a elaborar hidromel són: 
- Aigua potable.
- Mel.
- Llevats d'ús enològic per a vins.
- Additiu per a llevats (recomanat).
- Fruites / herbes.

Per elaborar un hidromel afruitat, es poden afegir móres, prunes, o qualsevol fruita o barreja de fruites característiques de l'estació. Aquestes han d'estar netes, sanes i madures. S'han d'agregar durant el bull de l'aigua i la mel, prèviament a col·locar els llevats.
Si es prefereix un hidromel aromatitzat, es poden afegir herbes aromàtiques, espècies o una barreja; podem esmentar entre d'altres: canyella, ginebre, claus d'olor, nou moscada, camamilla, farigola, estragó, romaní i menta. Aquestes han d'estar netes i s'han d'agregar durant el bull de l'aigua i la mel, prèviament a col·locar-hi els llevats.
Hi ha diversos tipus d'additius utilitzats per a millorar el comportament dels llevats, els recomanats per utilitzar-hi són: 
- Fonts de nitrogen: s'utilitzen energitzants per a llevats comercials com ara: fosfat d'amoni o sals comercials completes (fosfat d'amoni, sulfat de magnesi, extracte de llevat, àcid fòlic, niacina, tiamina o una combinació d'aquests). Com a additiu natural, es pot utilitzar pol·len en la mateixa quantitat que el fosfat d'amoni.
- Fonts d'acidesa: aquest paràmetre es pot avaluar mesurant-ne el pH, havent d'ajustar-lo fins a una acidesa el més propera a pH=4. Generalment, s'utilitza àcid tàrtric, àcid màlic o àcid cítric.Com a additiu natural, s'utilitza suc de llimona (cítric).
- Oxigen: és un dels factors més crítics en l'operació de fermentació. Els llevats necessiten oxigen per a reproduir-se i augmentar en quantitat, creixent en volum. En aquesta etapa passa una fermentació aeròbica, en què els llevats consumeixen l'oxigen dissolt en el líquid.

## Descripció del procés de fabricació[2]

### Preparació del most
Es dilueix la mel amb l'aigua, de manera que augmenti l'aw i baixi la pressió osmòtica, amb la finalitat que puguin proliferar els llevats. Per ajudar a la dilució de la mel en aigua i disminuir la viscositat de la mescla, aquest procés es produeix a uns 60 °C. La temperatura elevada també ajudarà perquè les aromes es difonguin cap al líquid en el cas que es vulgui fer hidromel aromatitzat o afruitat. En graus Brixde, la mel es rebaixa a 20ºBrix aproximadament per iniciar el procés fermentador. Un dels avantatges d'utilitzar com a substrat la mel és que, modulant l'aigua present en el most, es poden obtenir més o menys ºBrix, i s'elabora finalment una beguda de graduació alcohòlica determinada. 

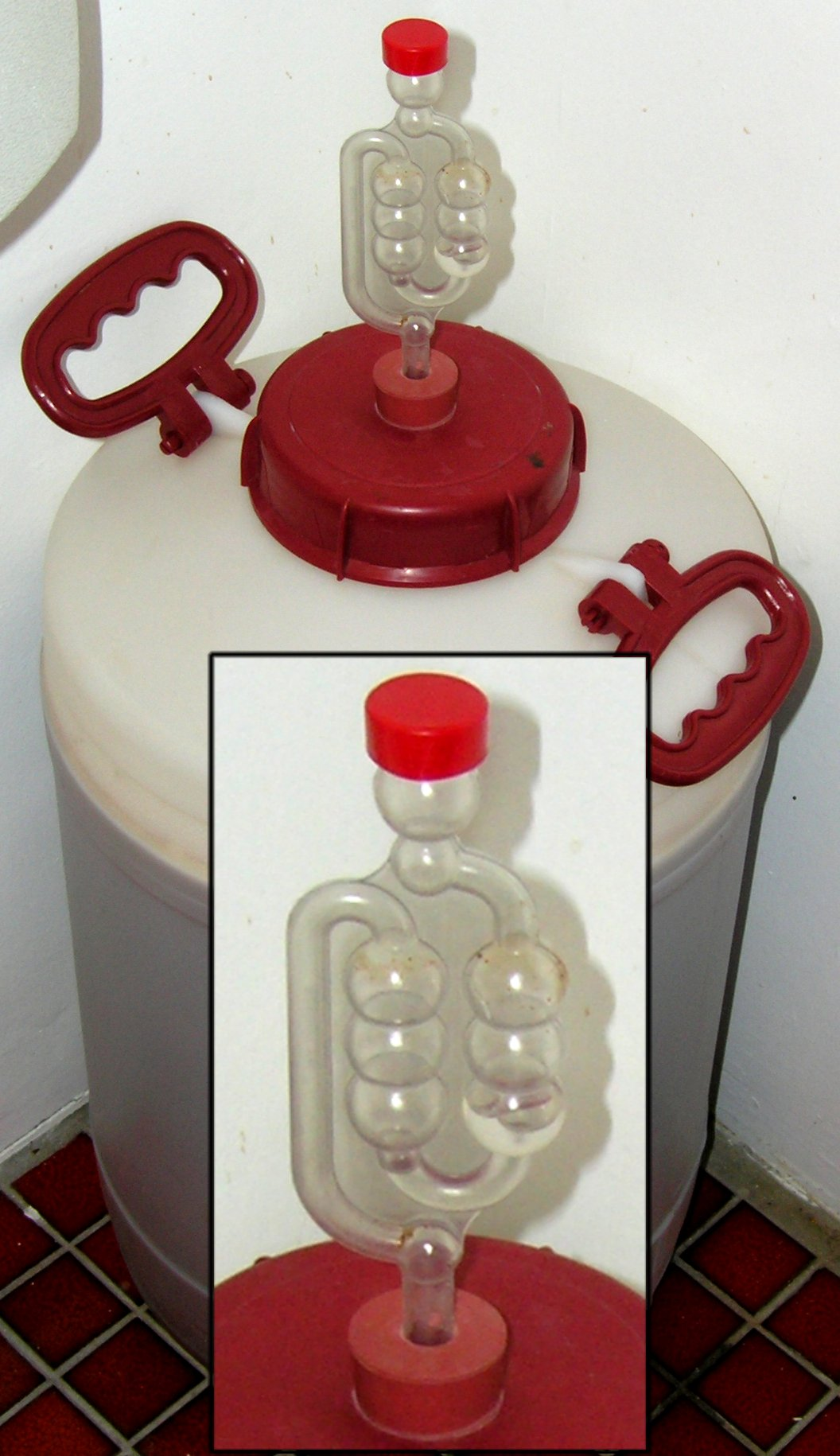
Resclosa Homebrew

El següent pas serà la filtració del most per a eliminar les restes de fruites i/o herbes i les partícules en suspensió pròpies de la mel. L'últim pas abans de la fermentació és refredar el most a una temperatura adequada per al creixement dels llevats.

### Fermentació
Aquest punt és el centre del procés de producció de l'hidromel. S'afegeix els llevats al most i els additius per als llevats. En aquesta etapa, el llevat metabolitza els sucres, transformant principalment en alcohol i altres metabòlits secundaris en poca quantitat. L'etapa de fermentació sol durar entre 7 i 10 dies, depenent del grau d'alcohol i del tipus d'hidromel que es desitja obtenir. Un cop finalitzada la fermentació, s'han de separar els sediments precipitats durant el procés. Aquests sediments estan constituïts per llevats morts i matèria orgànica, que si no se separen ràpidament, comencen a cedir-li aromes desagradables al líquid i hi aporten terbolesa.

### Maduració
Una vegada realitzada la separació dels sòlids, es continua amb la fermentació del líquid, però aquesta es realitza d'una manera molt més lenta, ja que la quantitat de sucre romanent en el most és molt poca i la quantitat de llevats disminueix, ja que molts han sedimentat en l'etapa anterior. Aquesta etapa s'anomena maduració, i és on milloren les aromes i les característiques organolèptiques de l'hidromel, a causa de la separació del most dels sediments que es produeixen durant la fermentació primària. A més, durant aquesta etapa, es deixa sedimentar la resta de sòlids de l'hidromel i se n'elimina la terbolesa. Aquesta operació dura aproximadament entre 10 i 20 dies.

### Clarificació
Si el líquid resultant quedés tèrbol, cal fer-ne una clarificació. És una etapa de precipitació de les partícules sòlides romanents i separació física de sediments per tal d'obtenir un hidromel cristal·lí. Les partícules que queden en suspensió requereixen l'ús de coagulants que les ajuden a precipitar. Els clarificants més utilitzats són bentonita, clara d'ou o algues, entre d'altres. Un cop agregat el clarificant, s'agita suaument perquè totes les partícules suspeses en l'hidromel hi entrin en contacte i es deixa reposar de 7 a 10 dies en un lloc fresc i allunyat de la llum. Un cop obtinguda la coca de sòlids en el fons del recipient, es realitza l'últim trasbals. Finalment, se'n procedeix a l'envasat.